# Máy đánh chữ

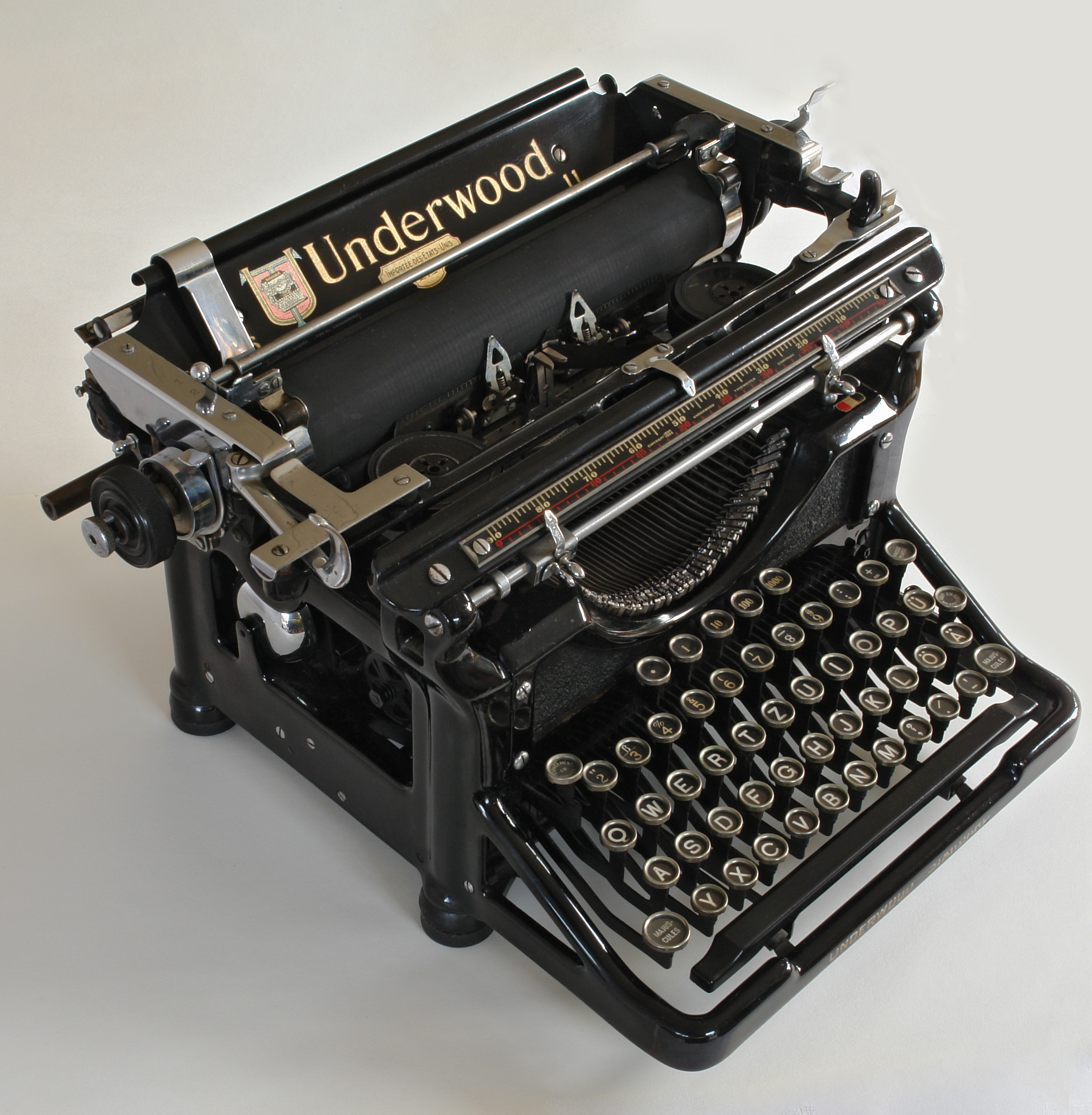
Máy đánh chữ hiệu "Underwood" được sản xuất từ năm 1896

Máy đánh chữ là một dụng cụ viết chữ bằng tay chạy trên thiết bị cơ khí, điện cơ hoặc điện tử-cơ, được trang bị một bộ phím sử dụng những chiếc búa nhỏ, đập qua dải vải tẩm mực và in mực lên tờ giấy đặt phía sau dải mực.
Nguyên tắc hoạt động của hầu hết các máy đánh chữ là dập các ký tự lên trang giấy bằng các đòn bẩy đặc biệt với các bệ bằng kim loại hoặc chữ nhựa. Khi nhấn phím tương ứng, cần gạt sẽ chạm vào băng thấm mực, do đó để lại dấu ấn của chữ cái trên tờ giấy được xuất hiện. Trước khi ký tự tiếp theo được in, tờ giấy được tự động chuyển (và như một quy luật, ruy băng mực cũng được di chuyển để thay thế phần dòng mới theo bức thư). Để in nhiều bản sao của cùng một tài liệu, người ta sử dụng các tờ giấy than được chèn vào giữa các tờ giấy thông thường.
Các máy đánh chữ thương mại đầu tiên được giới thiệu vào năm 1874, nhưng chúng không phổ biến trong các văn phòng cho đến sau giữa những năm 1880. Máy đánh chữ nhanh chóng trở thành một công cụ không thể thiếu trên thực tế cho tất cả các công việc viết lách ngoài thư từ viết tay cá nhân. Chúng đã từng được sử dụng rộng rãi bởi các nhà văn chuyên nghiệp, trong văn phòng và cho thư từ kinh doanh tại nhà riêng. Với các công nghệ dịch vụ tốc độ hiện đại ngày nay, máy đánh chữ đã bị thay thế hoàn toàn và hiếm khi được nhu cầu sử dụng.

## Cơ chế hoạt động

### Cấu trúc

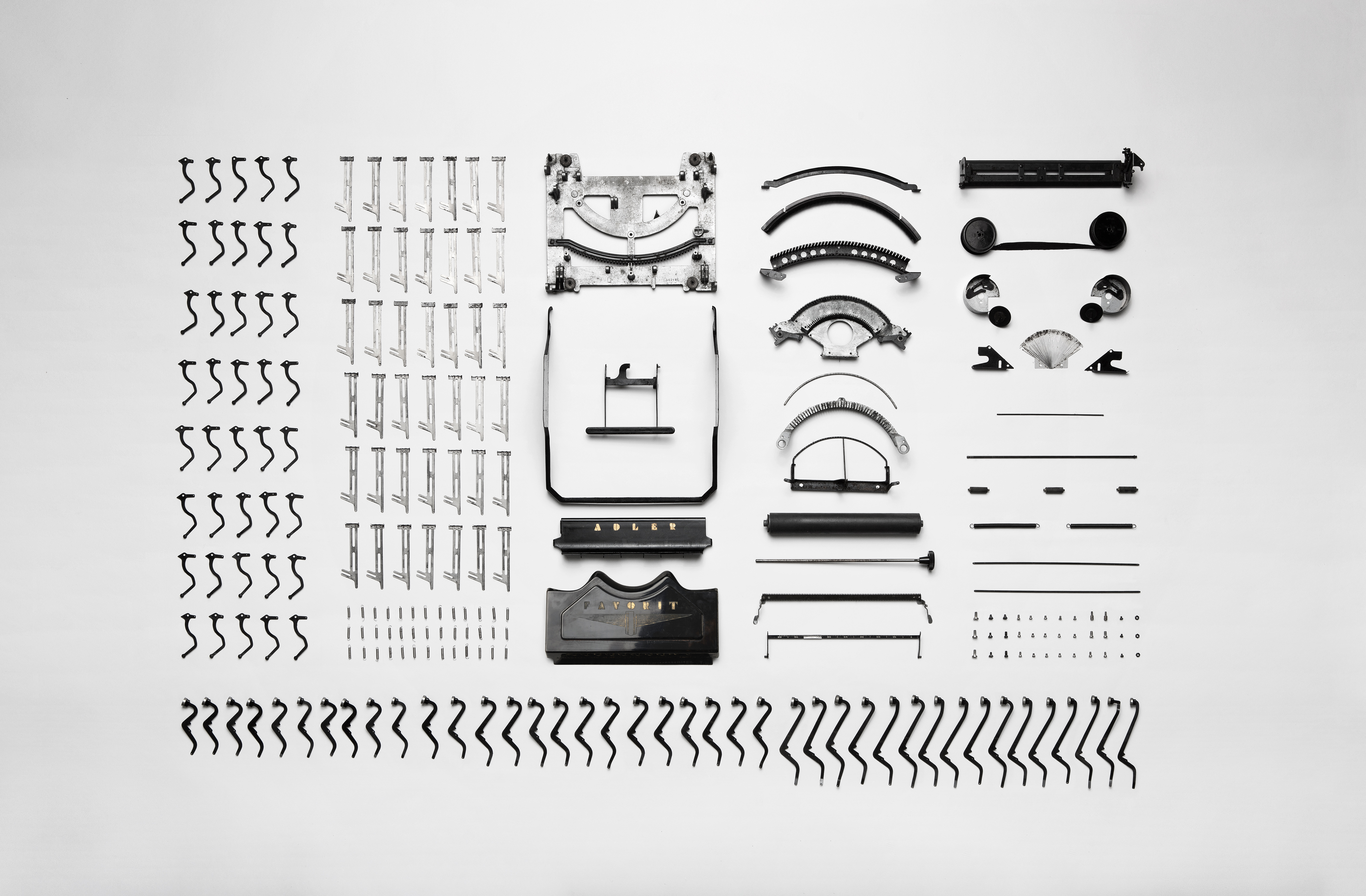
Các bộ phận tháo rời của máy đánh chữ

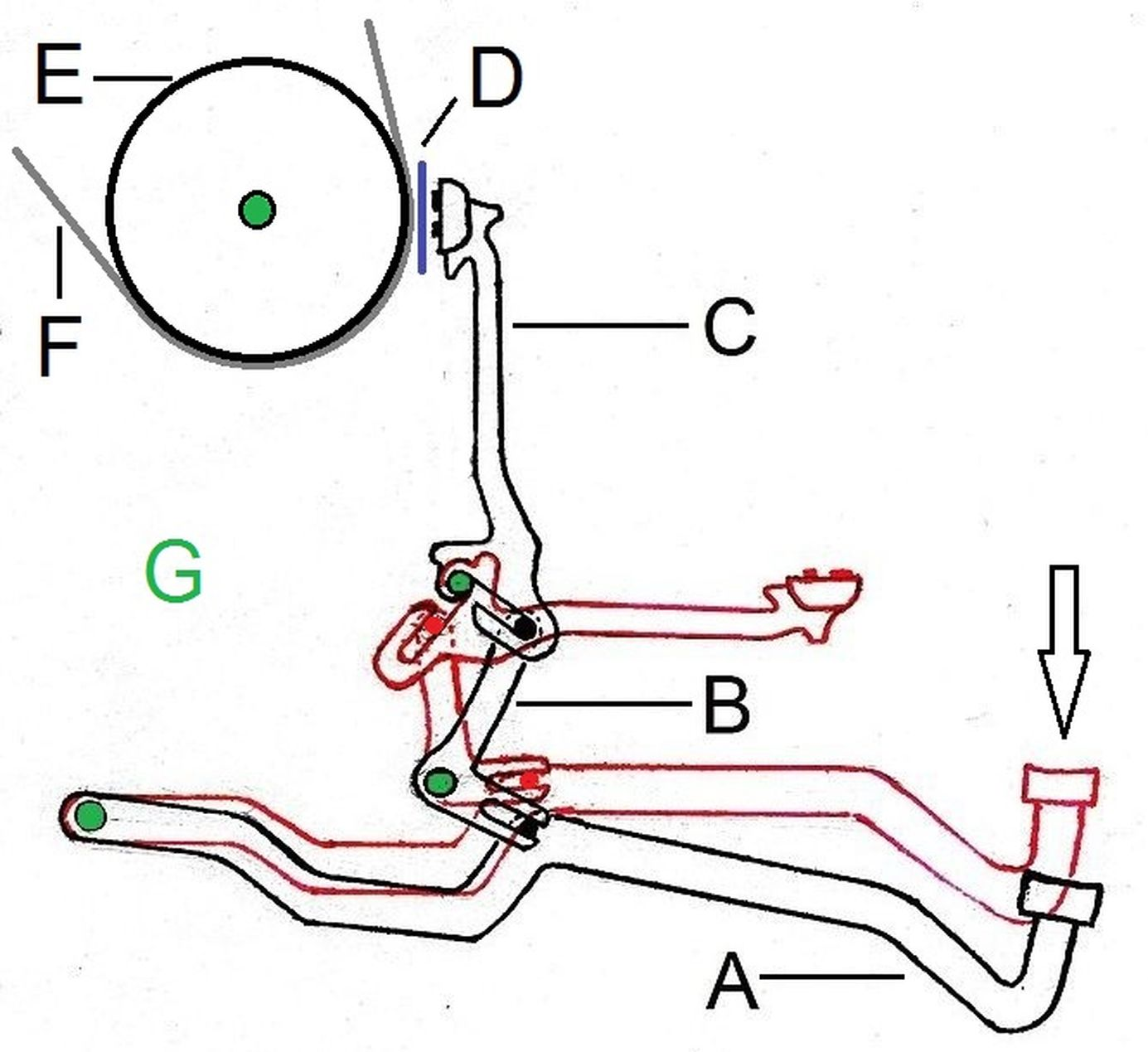
Sơ đồ đòn bẩy của máy đánh chữ

Các bộ phận thiết yếu của máy đánh chữ kiểu đòn bẩy hoạt động bằng tay:
- (A) Bộ phận đòn bẩy
- (B) bộ phận Wagner hộp số
- (E) trục lăn có thể xoay và di chuyển ngang.
- (C) nhấn vào dải mực (D) và giấy (F) được giữ trên trục lăn (E).

Một số tài liệu cần bản sao (bản sao trên giấy than) được tạo bằng cách sử dụng giấy than giữa một số tờ giấy được chèn vào. Sau mỗi lần nhấn phím (bao gồm cả phím cách), chuyển động của hộp chứa giấy với con lăn được kích hoạt bằng một bước viết sang trái. Bộ phận máy được kéo bởi một lò xo, mà người sử dụng sẽ kéo căng lại khi cần gạt được đưa trở lại phía đầu dòng. Đồng thời, con lăn được quay một bước bằng công tắc dòng (cần gạt ở bên trái của thanh). Những chuyển động này được thực hiện bằng tay người sử dụng, cũng bao gồm việc chuyển từ chữ viết thường sang chữ viết hoa, theo đó toàn bộ khung chữ thường được nâng lên để đến vị trí viết ở phía trước của loại chữ tương ứng.
Trong máy đánh chữ cơ điện, chuyển động của các cần gạt phím được hỗ trợ bởi một động cơ điện; Trong các máy đánh chữ được điều khiển điện tử, các phím thay vì đòn bẩy chính chỉ đóng vai trò như một bộ kích hoạt (công tắc). Việc lựa chọn kiểu in và điểm dừng được thực hiện bởi động cơ điện.
Việc điện khí hóa máy đánh chữ đã khuyến khích việc sử dụng các thiết bị mang kiểu mới làm biến thể của cần gạt kiểu.

### Cơ chế di chuyển
Việc thiết kế bộ phận đánh chữ phụ thuộc vào thiết kế của cơ chế in. Trong máy đánh chữ có bộ phận di chuyển chữ viết theo phân đoạn đòn bẩy, bộ phận chứa toàn bộ cơ cấu nạp giấy, chiều rộng đường truyền tương ứng với chiều rộng của vùng có thể in, hộp chứa giấy di chuyển tương ứng với cơ chế in tĩnh. Khi in từng ký tự, xuống dòng được dịch chuyển một chỗ, thường có chuông báo hiệu một số ký tự trước khi kết thúc dòng.
Trong máy đánh chữ cơ học, việc xuống dòng được thực hiện thủ công với một cần gạt đặc biệt, trong khi dòng được bỏ qua ở một khoảng cách dòng nhất định. Việc xuống dòng của một trang giấy ở máy đánh chữ điện được cơ khí hóa và kích hoạt bằng một nút ấn trên bàn phím.
Trên giá đỡ của một máy đánh chữ có phương tiện văn học hình cầu hoặc hình hoa cúc, một cơ cấu in và một cơ chế để vẽ một dải băng mực. Hộp mực di chuyển trong kích thước của máy đánh chữ so với giấy.

Bộ phận cơ bản
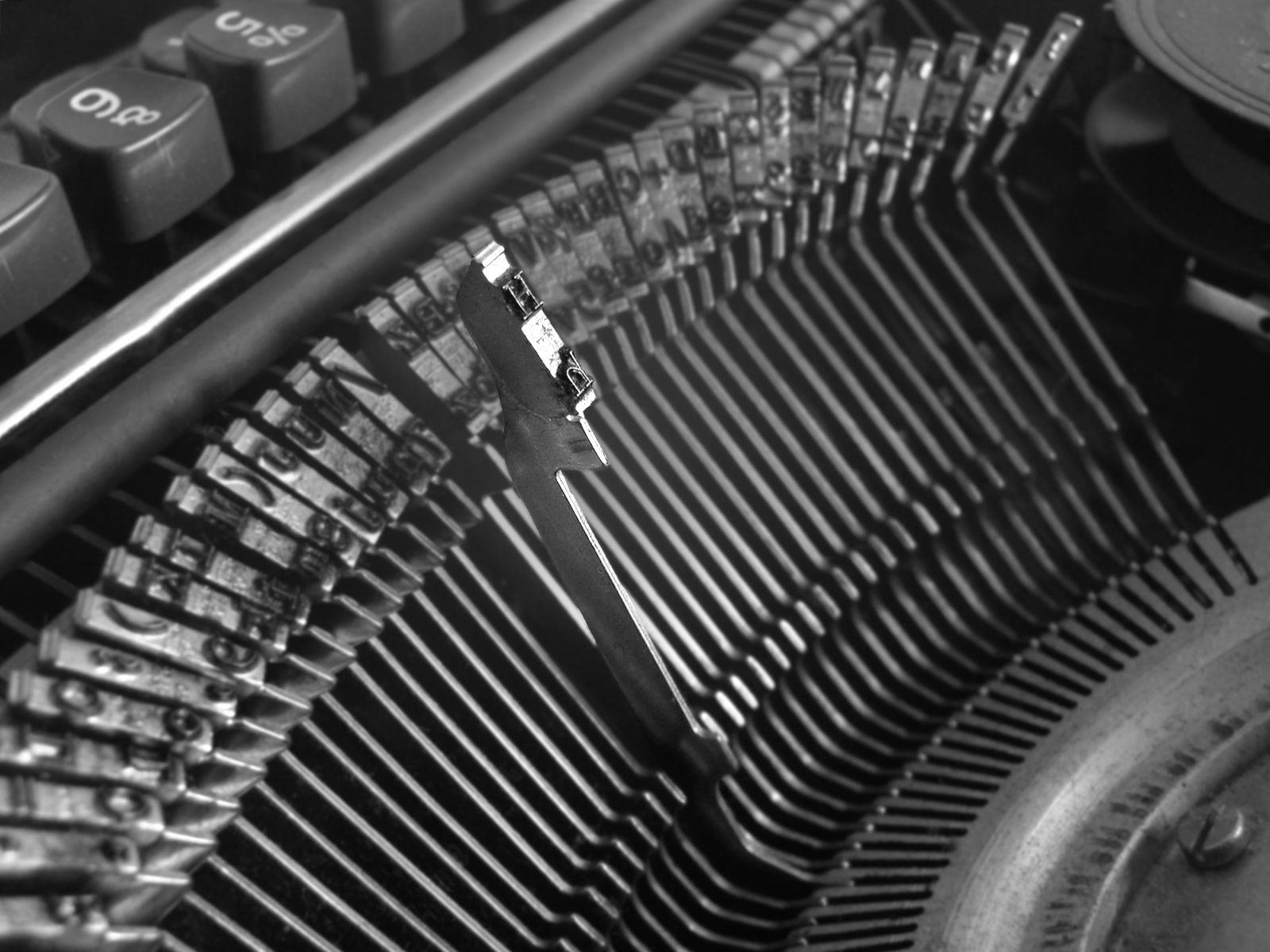
Đòn bẩy
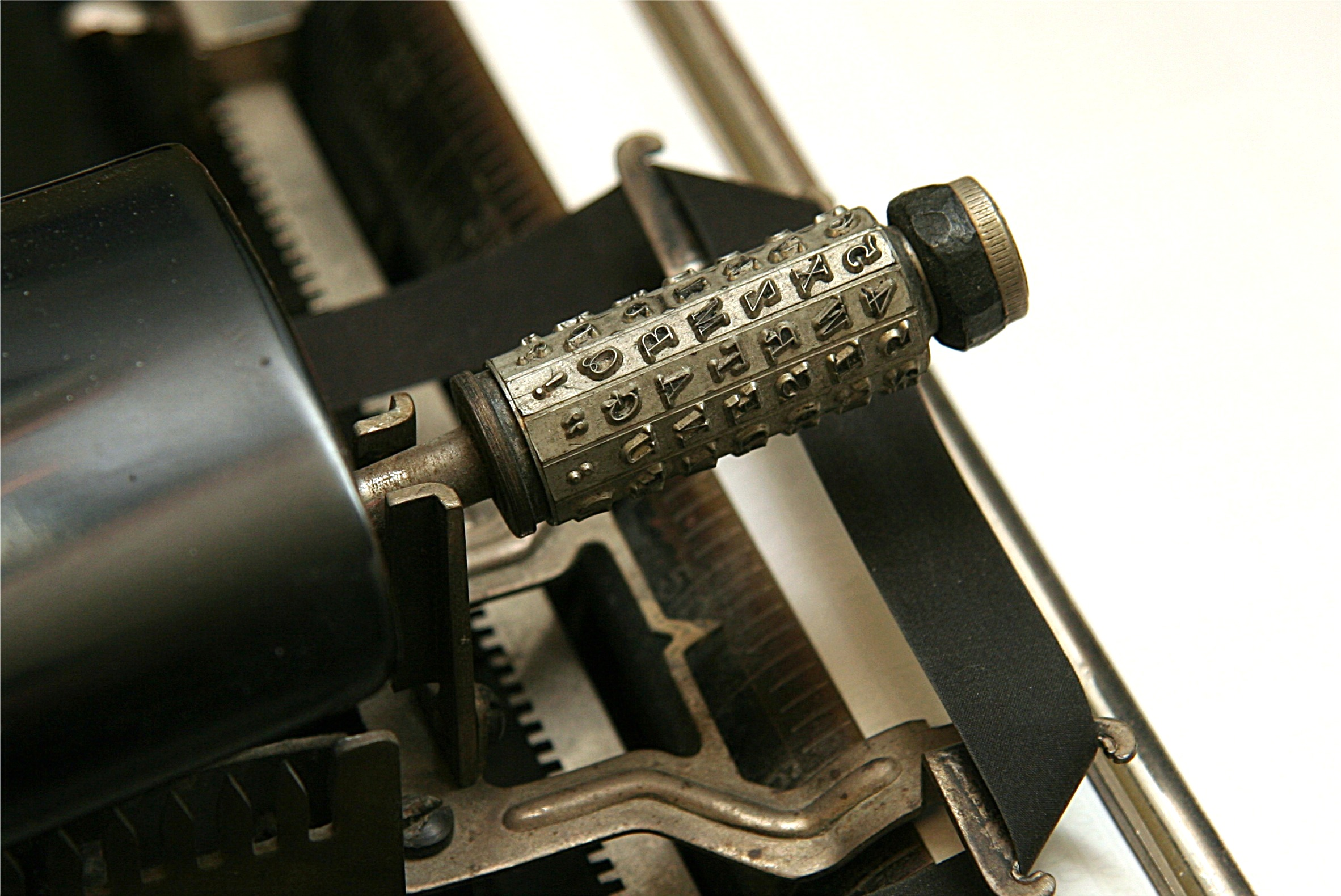
khớp xi lanh
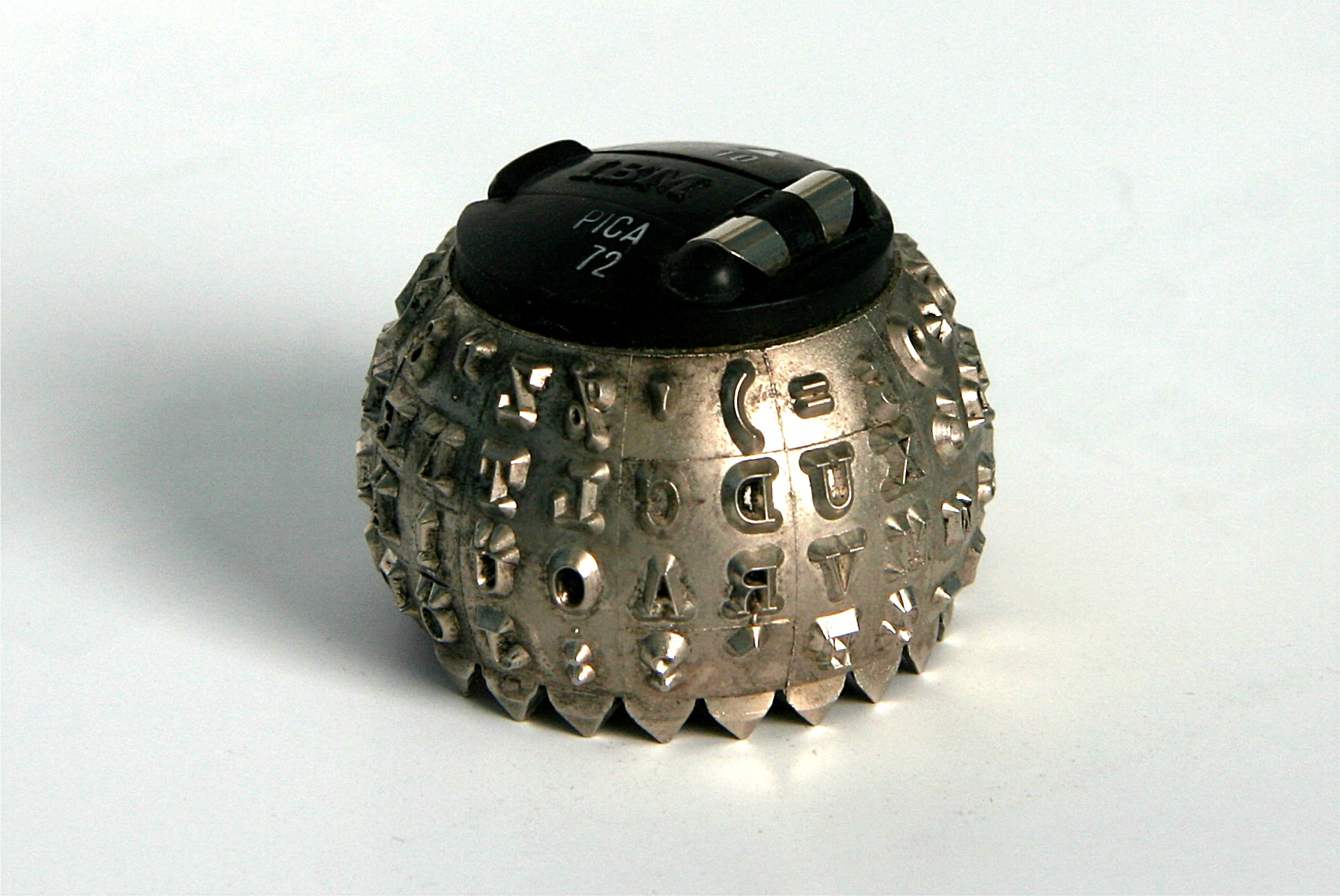
trái bóng
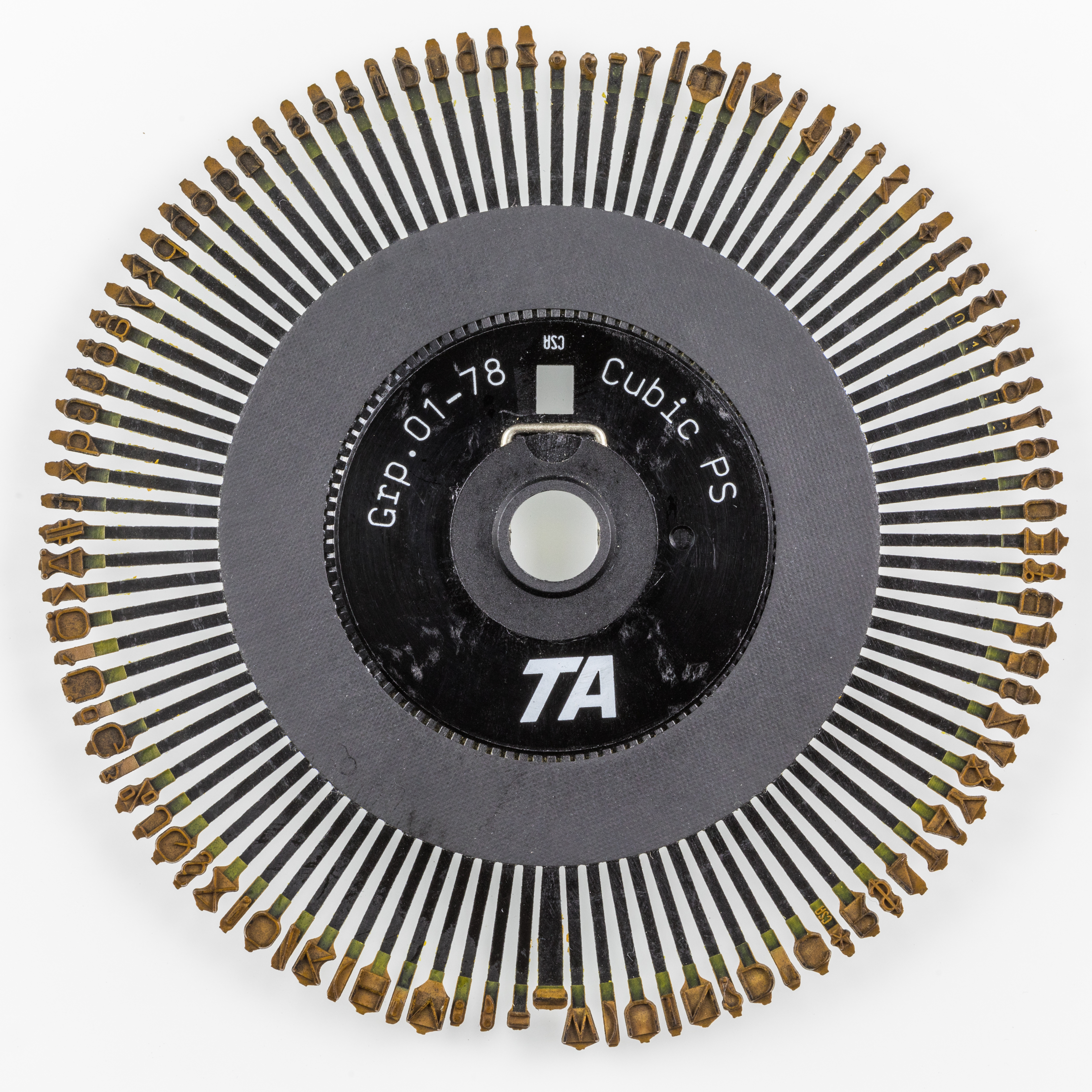
Bánh xe gõ ("hoa cúc") của máy đánh chữ điều khiển điện tử

### Hướng giấy
Máy đánh chữ sử dụng nguồn cấp giấy ma sát bao gồm một con lăn đỡ giấy và một con lăn áp lực. Cuộn đỡ giấy thường có tay cầm để nạp giấy thủ công. Để nhả giấy, con lăn áp lực được tháo ra khỏi cần đỡ giấy. Trong khi đó máy đánh chữ điện tử, việc nạp giấy có thể được tự động hóa.

### Bố cục bàn phím
Các bàn phím QWERTY được bố trí và phát triển cho máy đánh chữ vẫn là tiêu chuẩn hàng đầu cho các loại bàn phím máy tính. Bố cục QWERTY không phải là bố cục hiệu quả nhất có thể cho ngôn ngữ tiếng Anh, vì nó yêu cầu người đánh máy cảm ứng di chuyển ngón tay giữa các hàng để nhập các chữ cái phổ biến nhất. Mặc dù bàn phím QWERTY là kiểu bố trí được sử dụng phổ biến nhất trong máy đánh chữ, nhưng là loại bàn phím tốt hơn, ít vất vả hơn đã được tìm kiếm trong suốt cuối những năm 1900.
Một cách giải thích phổ biến nhưng chưa được xác minh cho cách sắp xếp QWERTY là nó được thiết kế để giảm khả năng xung đột bên trong của các thanh kiểu chữ bằng cách đặt các tổ hợp chữ cái thường được sử dụng xa nhau hơn bên trong máy.

### Thiết kế
Ngoài ra, tùy thuộc vào mục đích và kích thước, máy đánh chữ được chia thành loại dùng trong văn phòng và mang di động. Theo quy chuẩn, máy đánh chữ loại văn phòng phẩm được sử dụng trong điều kiện văn phòng phẩm. Ô tô xách tay nhỏ gọn, vừa vặn trong một chiếc vali nhỏ như một chiếc cặp và dành cho những người làm công việc sáng tạo và những người thường xuyên đi du lịch (đây là những loại cho của nhà báo, nhà văn, sinh viên, nhà khoa học, doanh nhân, v.v.)

## Lịch sử hình thành

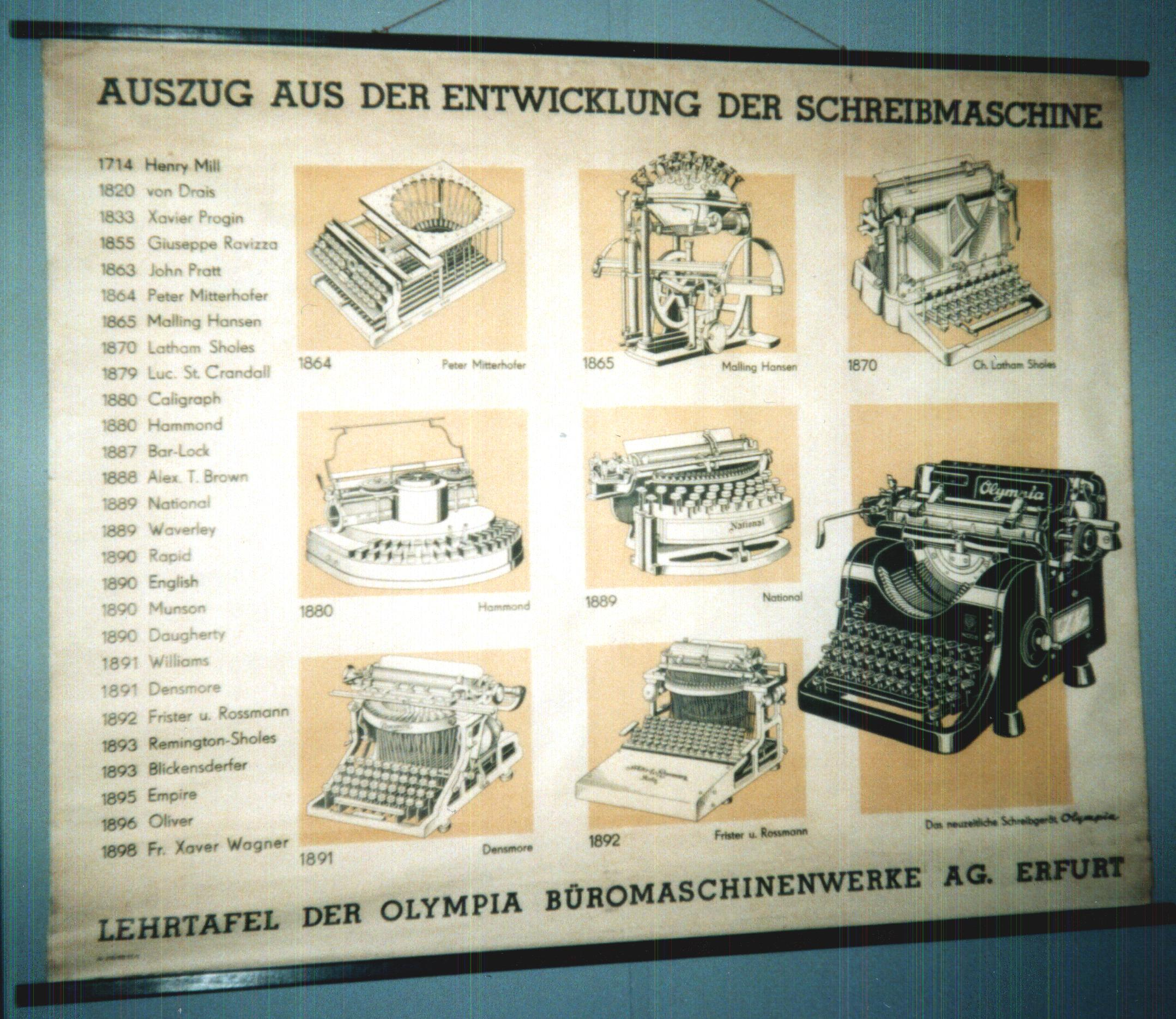
Biểu đồ ra đời phát triển máy đánh chữ hiệu Olympia

Giống như hầu hết các thiết bị kỹ thuật và phát minh khác, sự phát triển của cơ chế máy đánh chữ không phải là kết quả của nỗ lực của một người. Nhiều nhà phát minh độc lập hoặc cạnh tranh với nhau đã nảy ra ý tưởng in nhanh các văn bản. Cũng giống như đối với ngành ô tô, điện thoại và điện báo, một số nhà sáng chế đã đóng góp những hiểu biết và phát minh để cuối cùng tạo ra những công cụ thương mại thành công hơn bao giờ hết. Các nhà sử học đã ước tính rằng một số hình dạng máy đánh chữ đã được sáng tạo ra tới 52 lần khi các nhà sáng chế cố gắng đưa ra một thiết kế hoàn chỉnh khả thi.
Mô tả đầu tiên được biết đến về máy đánh chữ được tìm thấy là bằng sáng chế được cấp bởi Nữ vương Anne I của Anh cho Henry Mill vào năm 1714. Đặc điểm kỹ thuật của bằng sáng tạo đề cập đến một loại máy móc hoặc phương pháp nhân tạo "để in các chữ cái liên tục lần lượt như khi viết, rõ ràng và chính xác đến mức không thể phân biệt chúng với chữ cái được in." Thật không may, không có thông tin chi tiết về phát minh của ông đã được bảo tồn. Ngoài ra, không có thông tin nào về việc tạo ra và sử dụng thực tế máy đánh chữ của ông được mô tả còn sót lại..
Một số thử nghiệm đã được đề cập đến cho thấy rằng đó là thời điểm thành công để phát minh ra máy đánh chữ. Nỗ lực thực hiện "cho phép người khiếm thị có viết cũng như đọc" làm góp phần vào lòng dũng cảm của phát minh. Tiền thân của "chiếc máy chữ mù" nhãn hiệu Waverley của kỹ sư người Anh Henry Charles Jenkins đã được bảo tồn. [Năm 1889, ông Jenkins rời đi để giám sát việc phát triển và thiết kế nhà máy sản xuất máy móc được cấp bằng sáng chế; được tiến hành tại số 34 Baldwin Gardens WC dưới tên của Higgins và Jenkins.]

### Dòng thời gian của máy đánh chữ

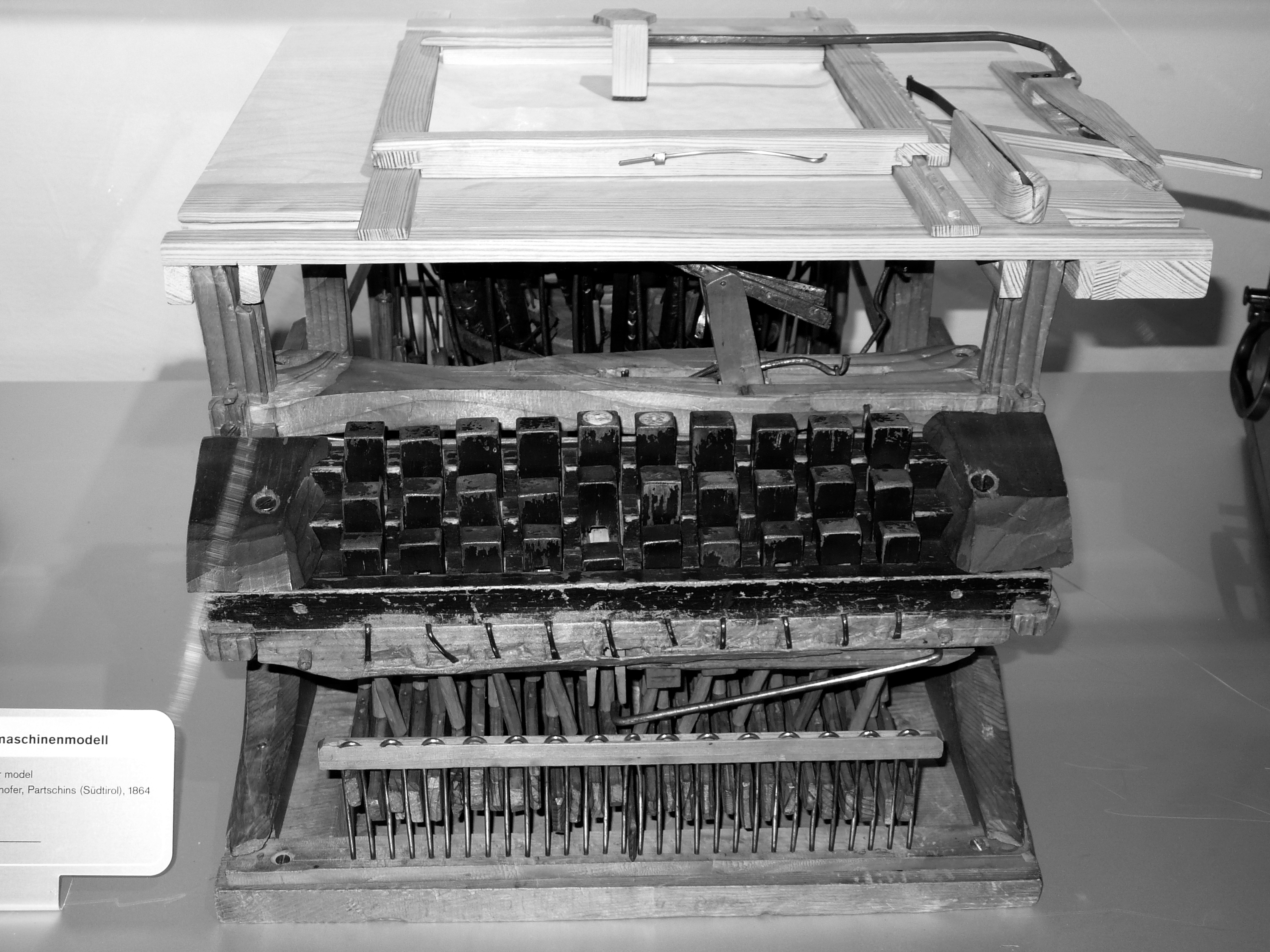
Nguyên mẫu chiếc máy đánh chữ vào năm 1864

- Năm 1575, một thợ in người Ý tên là Francesco Rampazetto, đã phát minh ra scrittura tattile - một loại máy đã tạo được ấn tượng cho các chữ cái trên các giấy tờ.[11]
- 1714 - Henri Mill sáng chế máy đánh chữ thô sơ đầu tiên.
- 1829 - William Bert sáng chế máy "máy chữ cho người mù".
- 1843 - Tracterobe sáng chế chiếc máy chữ với những phím chữ được sắp trên một đĩa bằng đồng, người sử dụng dùng tay quay đến từng chữ, phủ mực lên và gõ ra lên giấy.
- 1856 - máy chữ kiểu mới với các phím được bố trí theo hình tròn và mỗi lần gõ thì chữ sẽ được đánh vào một điểm ở giữa.
- 1867 - máy chữ cận đại đầu tiên sáng tạo bởi ba người Mỹ: C.Sholes, S. Soule và C. Glidden. Ba ông này lại bán bản quyền cho hai nhà kinh doanh Densmore và Yost với giá 12.000 đô Mỹ. Hai ông này ký hợp đồng với công ty làm súng Remington & Sons sản xuất máy chữ hàng loạt có tên "Sholes and Gliden Type-Writer" vào cuối năm 1873. Kỹ thuật tổng quát của loại máy này hiện hữu cho đến thập niên 1990, khi kỹ thuật máy tính ra đời với các máy in càng ngày càng rẻ, máy đánh chữ dần dần bớt được sử dụng.

### Hiện tại
Tính đến năm 2011, máy đánh chữ gần như không còn được các doanh nghiệp, cơ quan sử dụng. Tuy nhiên, ở một vài nơi như Ấn Độ, máy đánh chữ vẫn được sử dụng tương đối phổ biến bởi nhu cầu viết đơn xin việc trước các công ty tuyển dụng. Sở dĩ máy chữ được ưa chuộng hơn máy in hiện đại vì người ta có thể mang nó đến bất cứ nơi đâu (thường là vỉa hè) quanh các cơ quan tuyển dụng, và dễ dàng soạn ra các mẫu đơn mà không cần hệ thống cồng kềnh gồm máy in kết nối với máy tính. Mặc dù ngay cả với lợi thế này, máy đánh chữ cũng đang dần dần ít đi do sự mọc lên của các cửa hàng in ấn chuyên nghiệp xung quanh các cơ quan tuyển dụng.
Olympia báo cáo đã bán được 8.000 máy đánh chữ điện ở Đức trong năm 2013. Chúng được sử dụng khi việc sử dụng máy tính bàn đắt tiền, chẳng hạn như điền vào một số biểu mẫu hoặc dán nhãn các phong bì riêng lẻ.
Năm 2015, Shanghai Weilv Mechanism Co. là nhà sản xuất máy đánh chữ cơ học cuối cùng trên thế giới.

## Nhà sản xuất
Danh sách các nhà sản xuất máy đánh chữ lâu đời trên thế giới (bao gồm ngừng sản xuất):
| - Adler - AEG (AEG-Olympia) - Archo - Bing - Brother - Canon - Continental (s. Wanderer) - Corona - E. Remington & Sons - FACIT AB - Frister u. Rossmann - Furtwängler Söhne - Grandian - Gundka-Werk GmbH, Brandenburg (Đức) - Hermes, Markenname der Paillard-Bolex - IBM - Ideal - Imperial (Triumph-Adler AG) - Maschinenfabrik Kappel A.G. - Keller und Knappich GmbH, Augsburg (gọi là KUKA AG) - Mechanik-GROMA-VEB, Markersdorf/Chemnitztal, DDR, früher Maschinenfabrik G.F. Grosser, Markersdorf (Gromina) - Mercedes-Bureau-Maschinen G.m.b.H (Đức) - Clemens Müller - Olivetti - Olympia | - Optima - Panasonic - Remington Rand - Robotron - Rheinmetall / Borsig - Royal Typewriter Company (sau này là tên thương hiệu của Triumph-Adler AG) - Seidel & Naumann - Samsung - Sharp - Siemag - Smith Premier - Stoewer (Modell 1–5, Stoewer Record, Stoewer Elite) ở Stettin - Swissa - Torpedo - Triumph-Adler - Underwood - Urania - UTAX - Vasanta - Voss - Walther - Wanderer-Werke, ở Chemnitz |

## Bộ sưu tập

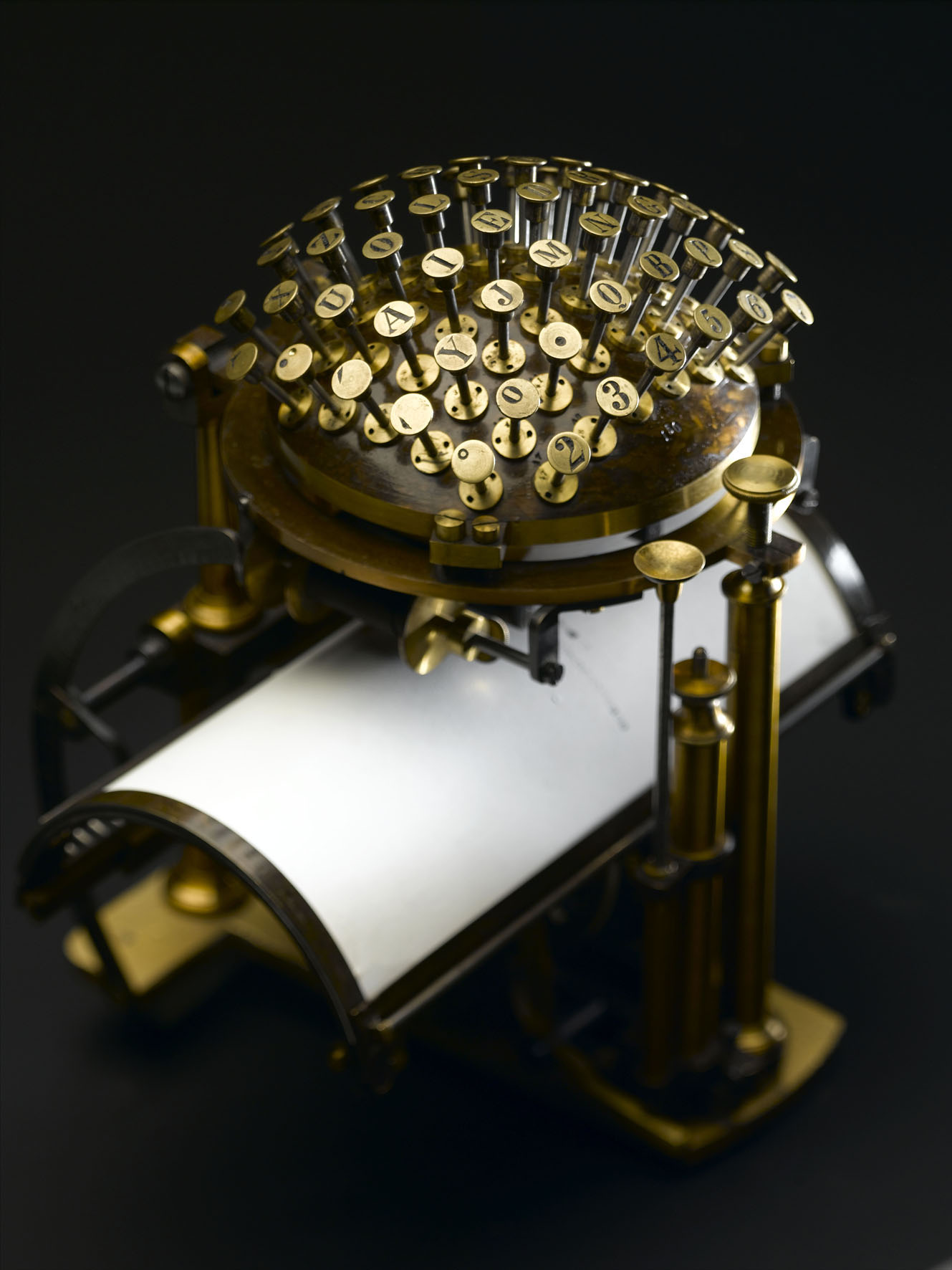
máy đánh chữ hình cầu Hansen, được phát minh vào năm 1865 (kiểu 1870)
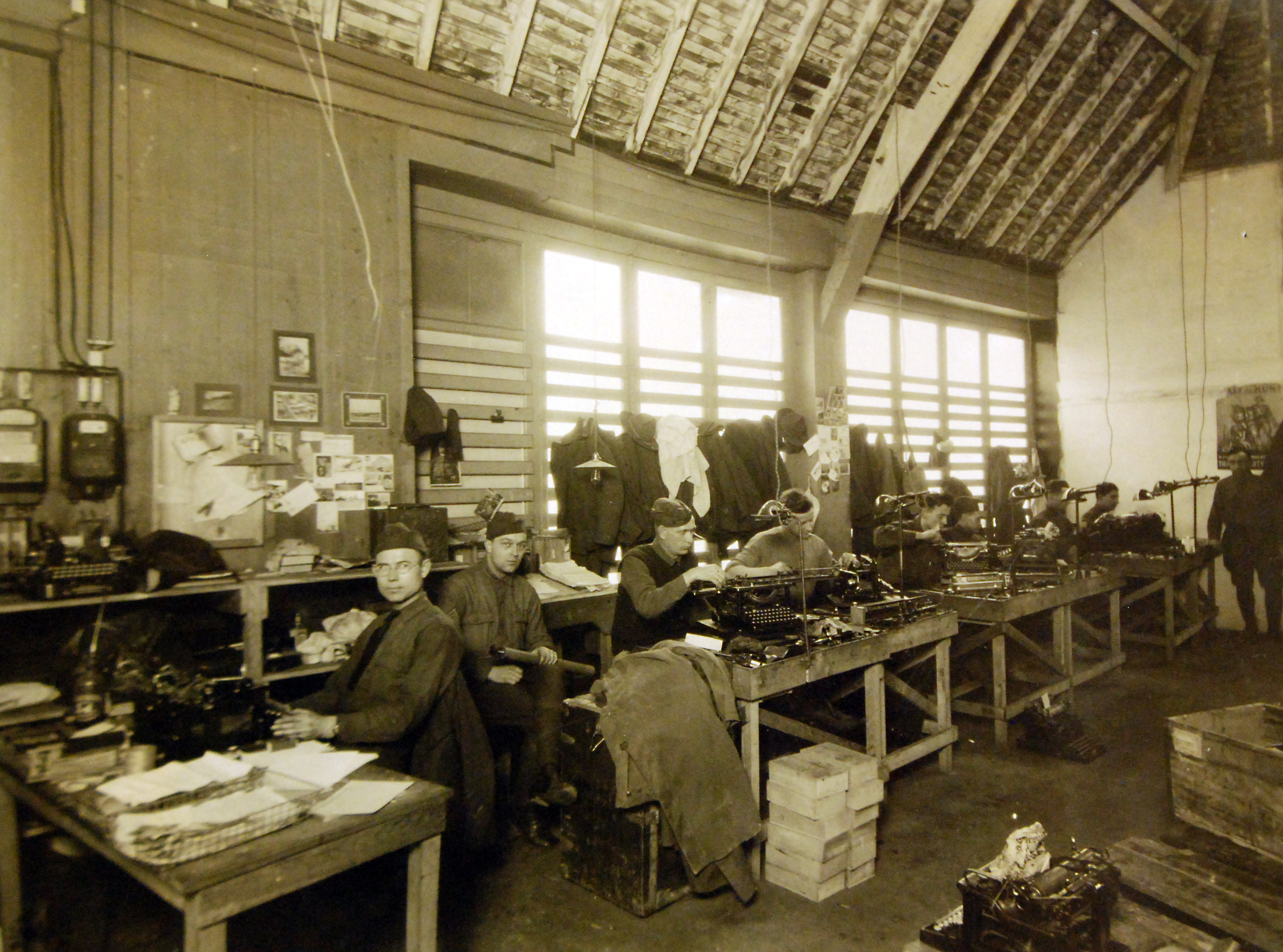
Binh lính đội trưởng quân đội Hoa Kỳ trong xưởng sửa chữa máy đánh chữ, Tours, Pháp, 1919
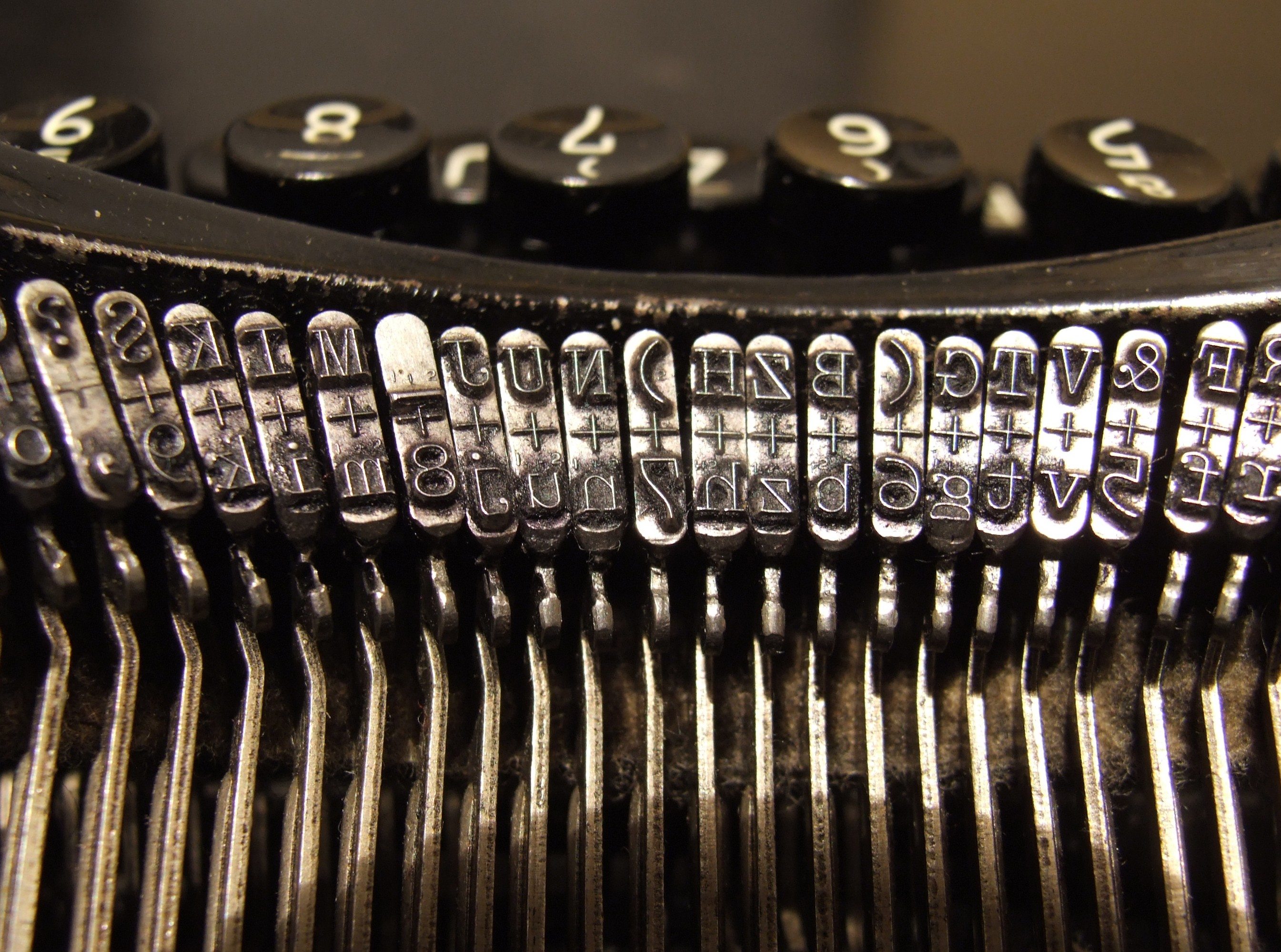
Bàn đánh chữ trong những năm 1920
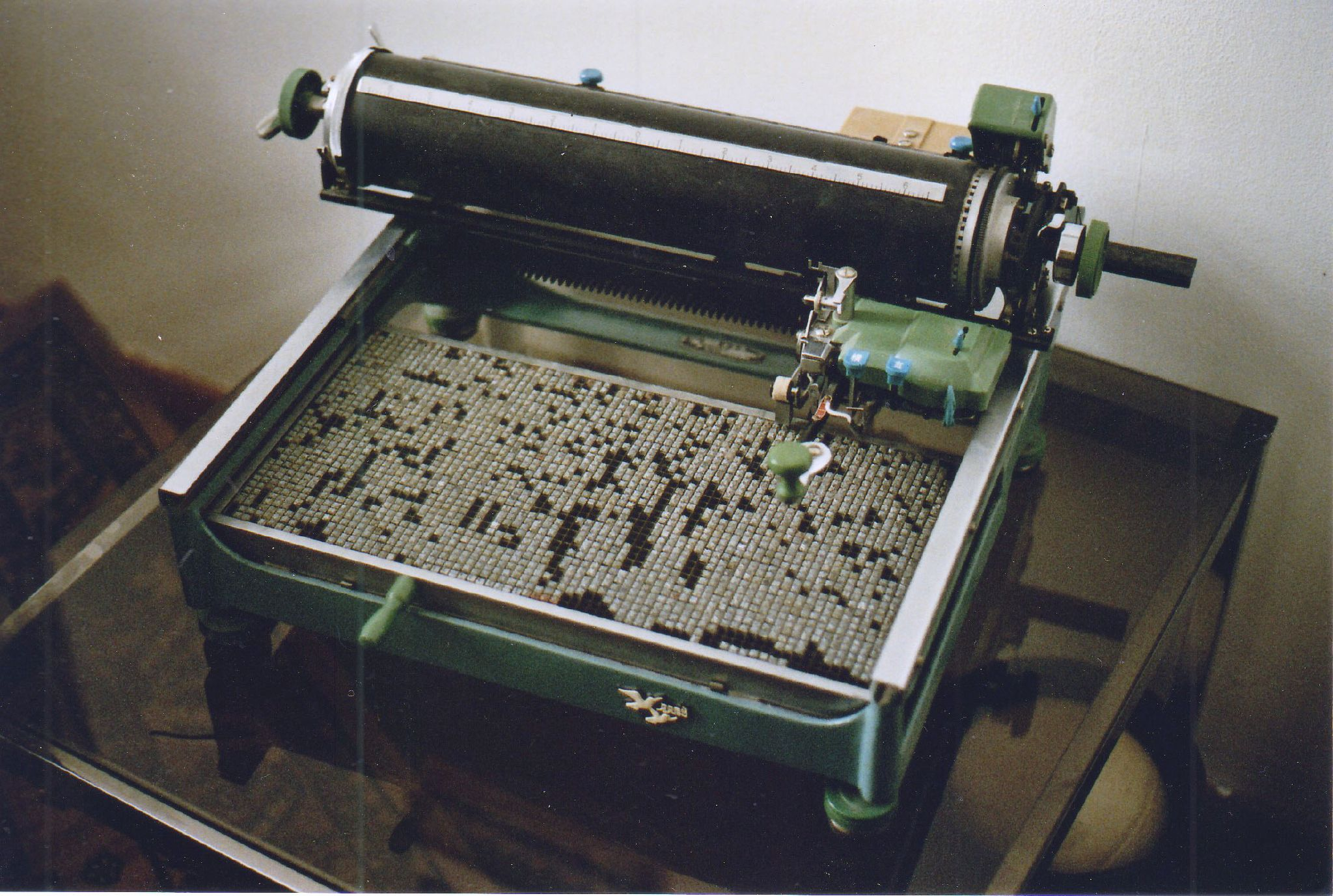
Máy đánh chữ Trung Quốc do Shuangge sản xuất với 2,450 ký tự
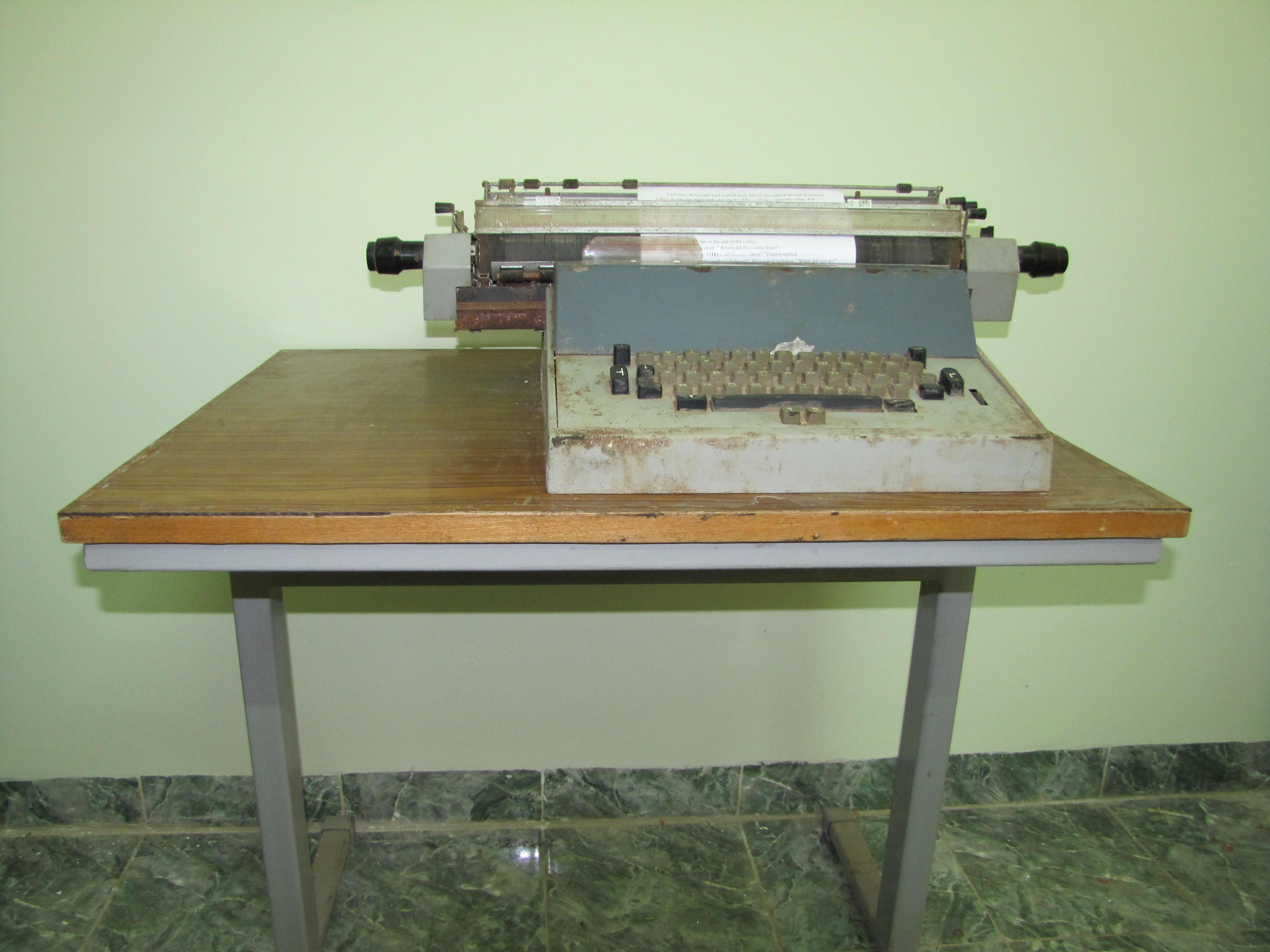
JFT446 là một trong những loại máy đánh chữ đầu tiên của Liên Xô áp dụng công nghệ điện tử
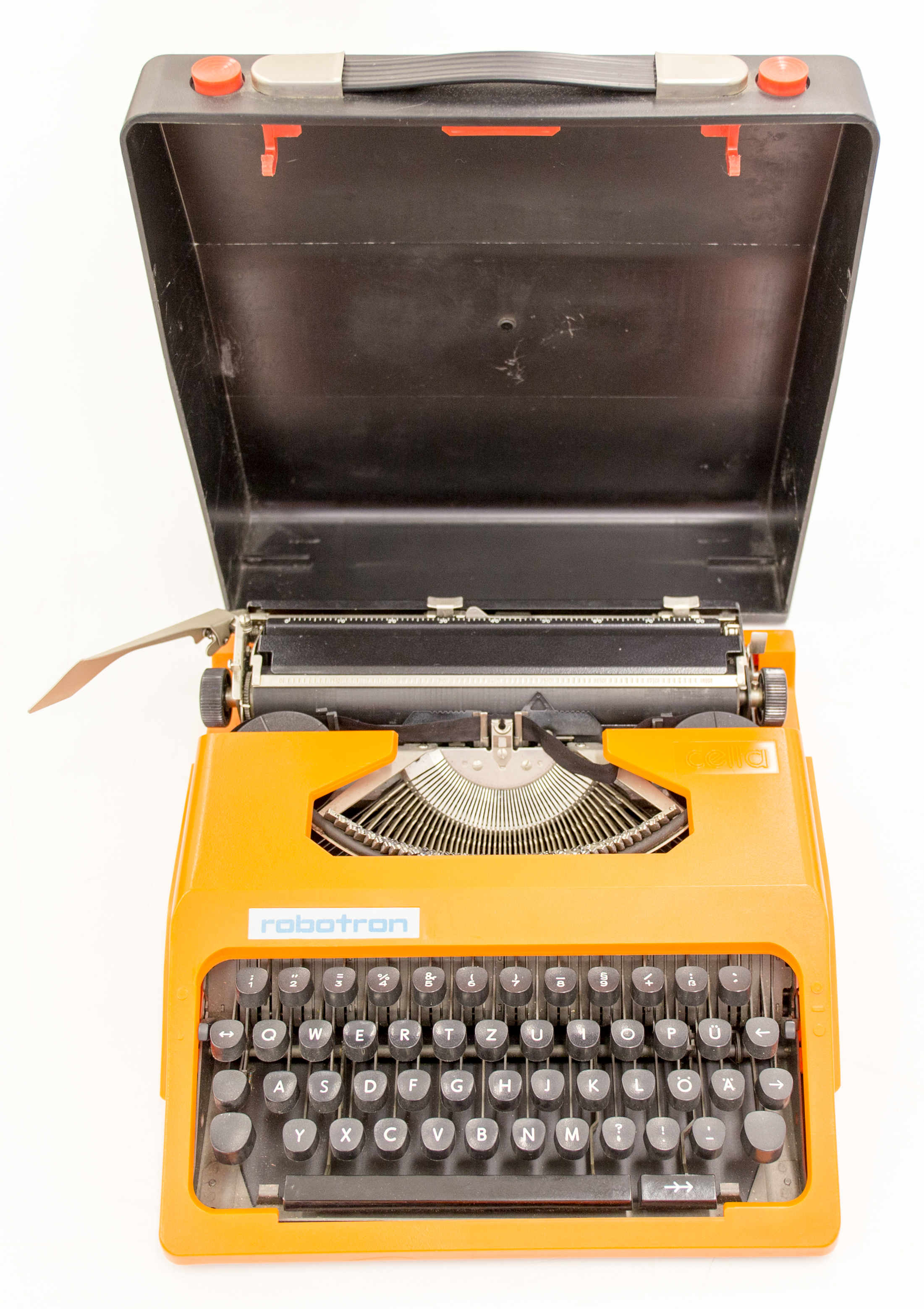
Máy đánh chữ robotron S 1001 của nhà sản xuất VEB Robotron-Elektronik từ Đức, hàng tồn kho của công ty MEK
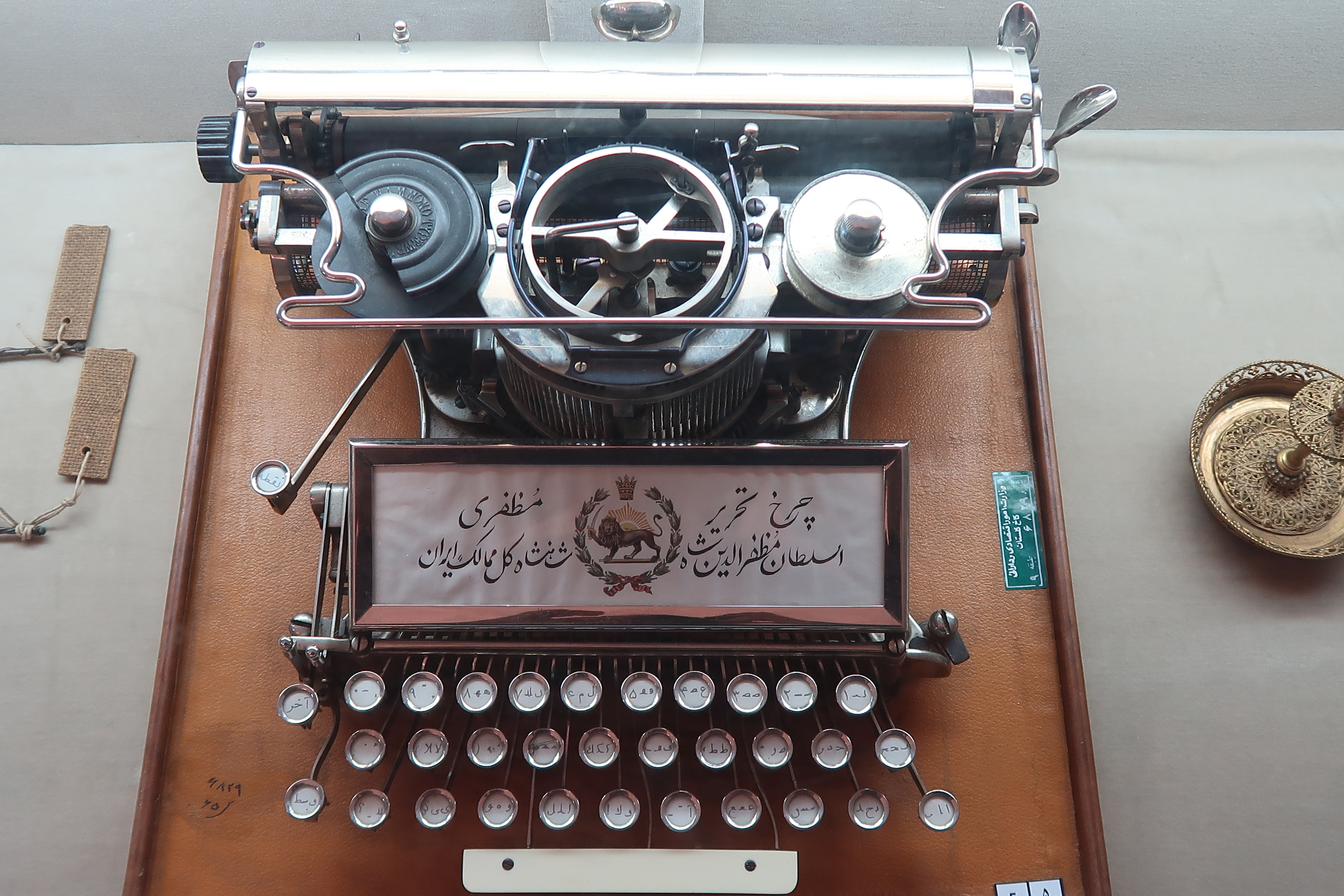
Máy đánh chữ cá nhân của Mozaffar al-Din Shah Qajar, Qajar Shah thứ năm của Ba Tư (Iran), được chế tạo vào cuối thế kỷ 19
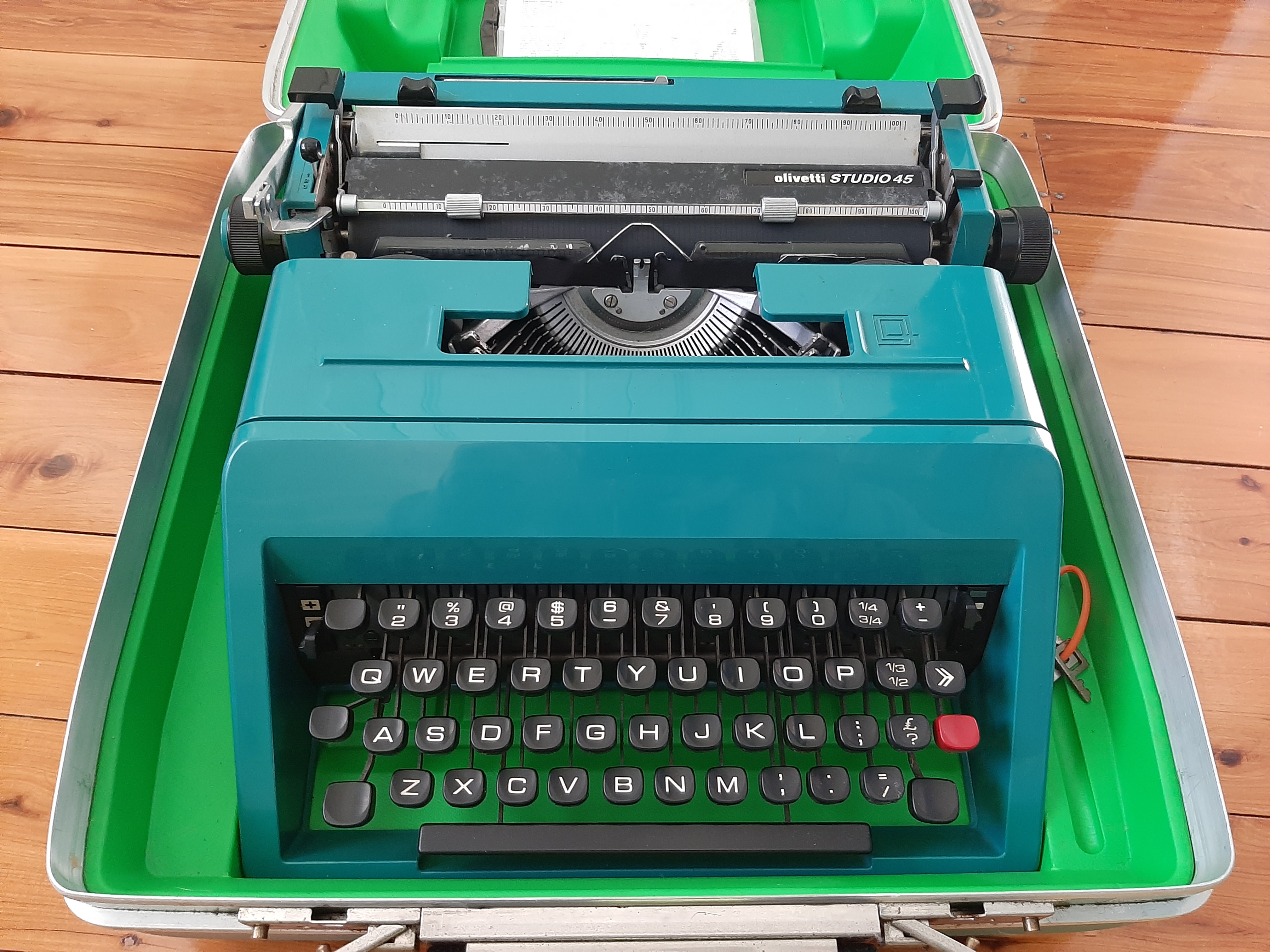
Một máy đánh chữ hiệu Olivetti Studio 45

### Trang mạng
- Richard Polt, The Typewriter Revolution: A Typist's Companion for the 21st Century
- Ding, click clack -- typewriter is back—Quad-City Times, ngày 18 tháng 5 năm 2009
- Typewriters experience a comeback – UPI.com—United Press International, Dec. 19, 2011
- Documentary Film -- The Typewriter (In the 21st Century) Lưu trữ ngày 12 tháng 1 năm 2014 tại Wayback Machine—2012
- Kremlin returns to typewriters to avoid computer leaks—The Daily Telegraph, ngày 11 tháng 7 năm 2013
- Germany 'may revert to typewriters' to counter hi-tech espionage—The Guardian, ngày 15 tháng 7 năm 2014